# Top 40-lijst van week 1, 1965
Deze hits stonden op 2 januari 1965 in week 1 in de Nederlandse Top 40.

## Top 40 week 1, 1965
| Rang | Land | Artiest                      | Titel                                     | Rang vorige week | Aantal weken in de Top 40 | Hoogste positie | Aantal punten |
| ---- | ---- | ---------------------------- | ----------------------------------------- | ---------------- | ------------------------- | --------------- | ------------- |
| 1    | GB   | The Beatles                  | I Feel Fine                               | -                | 1                         | 1               | 40            |
| 2    | CA   | Lucille Starr                | The French Song                           | -                | 1                         | 2               | 39            |
| 3    | US   | Roy Orbison                  | Pretty Woman                              | -                | 1                         | 3               | 38            |
| 4    | IT   | Adamo                        | Dolce Paola                               | -                | 1                         | 4               | 37            |
| 5    | NL   | Imca Marina                  | Harlekino                                 | -                | 1                         | 5               | 36            |
| 6    | NL   | Willeke Alberti              | Mijn Dagboek                              | -                | 1                         | 6               | 35            |
| 7    | NL   | Gert en Hermien Timmerman    | In Der Mondhellen Nacht                   | -                | 1                         | 7               | 34            |
| 8    | GB   | Cliff Richard                | I Could Easily Fall (In Love With You)    | -                | 1                         | 8               | 33            |
| 9    | GB   | Julie Rogers                 | The Wedding                               | -                | 1                         | 9               | 32            |
| 10   | GB   | The Rolling Stones           | Time Is On My Side                        | -                | 1                         | 10              | 31            |
| 11   | US   | Jim Reeves                   | There's A Heartache Following Me          | -                | 1                         | 11              | 30            |
| 12   | NL   | Edwin Rutten                 | Ik Moet Altijd Weer Opnieuw Aan Je Denken | -                | 1                         | 12              | 29            |
| 13   | US   | Roy Orbison                  | Pretty Paper                              | -                | 1                         | 13              | 28            |
| 14   | FR   | Marc Aryan                   | Si J'etais Le Fils D'un Roi               | -                | 1                         | 14              | 27            |
| 15   | US   | The Supremes                 | Baby Love                                 | -                | 1                         | 15              | 26            |
| 16   | GB   | The Rolling Stones           | Tell me                                   | -                | 1                         | 16              | 25            |
| 17   | GB   | The Kinks                    | All Day And All Of The Night              | -                | 1                         | 17              | 24            |
| 18   | GB   | Sandie Shaw                  | Always Something There To Remind Me       | -                | 1                         | 18              | 23            |
| 19   | NL   | Cocktail Trio                | Hup Hup Hup                               | -                | 1                         | 19              | 22            |
| 20   | CA   | Lorne Greene                 | Ringo                                     | -                | 1                         | 20              | 21            |
| 21   | GB   | The Rolling Stones           | Little Red Rooster                        | -                | 1                         | 21              | 20            |
| 22   | AT   | Freddy                       | Vergangen Vergessen Vorüber               | -                | 1                         | 22              | 19            |
| 23   | US   | The Supremes                 | Where Did Our Love Go                     | -                | 1                         | 23              | 18            |
| 24   | DE   | Geschwister Jacob            | Träume Der Liebe                          | -                | 1                         | 24              | 17            |
| 25   | DE   | Ronny                        | Kenn Ein Land/Kleine Annabell             | -                | 1                         | 25              | 16            |
| 26   | GB   | The Beatles                  | If I Fell                                 | -                | 1                         | 26              | 15            |
| 27   | GB   | Petula Clark                 | Downtown                                  | -                | 1                         | 27              | 14            |
| 28   | US   | The Newbeats                 | Everything's Alright                      | -                | 1                         | 28              | 13            |
| 29   | NL   | Johnny Kendall & the Heralds | Jezebel                                   | -                | 1                         | 29              | 12            |
| 30   | DE   | Manuela                      | Schneemann                                | -                | 1                         | 30              | 11            |
| 31   | US   | The Supremes                 | Come See About Me                         | -                | 1                         | 31              | 10            |
| 32   | NL   | ZZ en de Maskers             | Ik Heb Genoeg Van Jou                     | -                | 1                         | 32              | 9             |
| 33   | US   | Trini Lopez                  | Adalita                                   | -                | 1                         | 33              | 8             |
| 34   | IT   | Bobby Solo                   | Una Lacrima Sul Viso                      | -                | 1                         | 34              | 7             |
| 35   | DE   | René Carol                   | Bianca Rosa                               | -                | 1                         | 35              | 6             |
| 36   | US   | Jim Reeves                   | I Wont't Forget You                       | -                | 1                         | 36              | 5             |
| 37   | US   | Jay and the Americans        | Come A Little Bit Closer                  | -                | 1                         | 37              | 4             |
| 38   | ZA   | Manfred Mann                 | Sha La La                                 | -                | 1                         | 38              | 3             |
| 39   | BR   | Los Indios Tabajaras         | Maria Elena                               | -                | 1                         | 39              | 2             |
| 40   | GB   | The Beatles                  | I Should Have Known Better                | -                | 1                         | 40              | 1             |

Als een cijfer bij  'Hoogste positie'  is dikgedrukt, dan betekent dat dat het nummer in deze week zijn hoogste positie, tot deze week toe, heeft behaald.